# ایان استرلینگ
ایان استرلینگ (انگلیسی: Iain Stirling؛ زادهٔ ۲۷ ژانویهٔ ۱۹۸۸) کمدین، مجری اهل بریتانیا است. وی از سال ۲۰۰۷ میلادی تاکنون مشغول فعالیت بوده‌است.